# 埃南比昂
埃南比昂（法語：Hénanbihen，法語發音：[enɑ̃biɛ̃]）是法国阿摩尔滨海省的一个市镇，位于该省东北部，属于迪南区。

## 地理
埃南比昂（48°33'38"N, 2°22'37"W）面积31.65 平方千米，位于法国布列塔尼大區阿摩尔滨海省，该省份为法国西北部沿海省份，位于布列塔尼半岛北部，北濒大西洋英吉利海峡，西接菲尼斯泰尔省，南至莫尔比昂省，东临伊勒-维莱讷省。
与埃南比昂接壤的市镇（或旧市镇、城区）包括：普吕里安、拉布伊、埃南萨勒、朗代比亚、普莱布勒、吕卡、圣德努阿勒、圣波唐。
埃南比昂的时区为UTC+01:00、UTC+02:00（夏令时）。

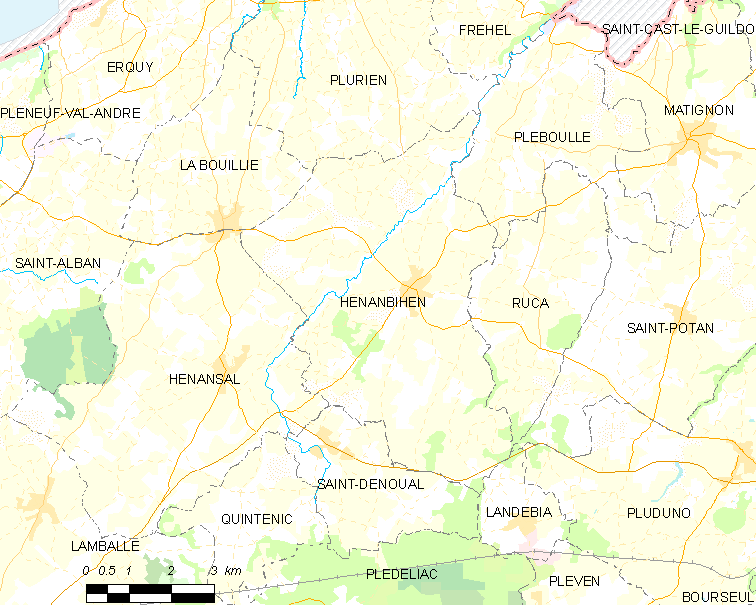
埃南比昂的OSM定位图

## 行政
埃南比昂的邮政编码为22550，INSEE市镇编码为22076。

## 政治
埃南比昂所属的省级选区为普莱讷夫-瓦勒安德烈县。

## 人口

1962-2008年间埃南比昂人口变化图示

埃南比昂于2022年1月1日时的人口数量为1429人。